# 남양주 봉영사 산신도
남양주 봉영사 산신도(南楊州 奉永寺 山神圖)는 대한민국 경기도 남양주시 진접읍 봉영사에 있는 산신도이다. 2011년 5월 2일 대한민국의 경기도 유형문화재 제258호로 지정되었다.

## 개요
지금껏 조사된 산신도들 가운데 규모가 가장 크고 조성시기는 물론 조성화원이 명확하게 밝혀진 20세기 초의 작품일 뿐만 아니라, 산신을 표현함에 있어서도 일반적인 예들과는 달리 초상화적인 성격으로 의자에 앉은 모습의 산신을 나타내어 매우 특징적으로 20세기 초반 산신도 도상 연구에 자료적 가치가 인정되고 있다.

## 특징
1903년에 조성된 이 그림은 일월병풍과 선경(仙境)을 배경으로 위풍당당한 모습으로 앉아 있는 산신을 묘사하고 있다. 오른 손으로 수염을 만지고, 왼손으로 새 깃털로 만든 부채를 들고 있는 여유로운 모습이다. 두 명의 시동, 얼굴만 내밀고 있는 호랑이가 산신 주위에 배치되어 있으며, 배경은 십장생 병풍을 연상케 할 정도로 환상적으로 처리되어 있다.

## 같이 보기
- 봉영사

## 참고 자료
- 남양주 봉영사 산신도 - 국가유산청 국가유산포털